# Eugenio Domingo Solans
Eugenio Domingo Solans (n. Barcelona, 26 de noviembre de 1945 - 9 de noviembre de 2004) fue un economista español, consejero del Banco de España y del comité ejecutivo del Banco Central Europeo. Se licenció en Ciencias Económicas y Comerciales por la Universidad de Barcelona en 1968. Obtuvo su doctorado en 1975 tras estudiar en Universidad Autónoma de Madrid (UAM). En 2006 fue condecorado póstumamente con la gran cruz de la Orden de Isabel la Católica. Es hermano del bioquímico Esteban Domingo Solans.

## Cargos académicos
En 1968-69 Solans fue profesor visitante de la Universidad de York en Inglaterra. También dio clases de Hacienda Pública, en la Universidad de Barcelona y en la UAM
En 1983 obtuvo la Cátedra de Economía Aplicada (Hacienda Pública) en la Facultad de Ciencias Económicas y Empresariales de la UAM.
Desde 1979 hasta 1986 fue director del servicio de estudios del Instituto de Estudios Económicos (IEE) y de la Revista del IEE, y entre 1996 y 1998 fue profesor de Política Monetaria y de Sistema Fiscal Español del Colegio Universitario de Estudios Financieros (CUNEF).

## Cargos públicos
De 1970 hasta 1973 ocupó el puesto de economista del Gabinete de Estudios de la Comisaría del Plan de Desarrollo Económico y Social (Presidencia del Gobierno) y entre 1977 y 1978 el de asesor Económico de la Secretaría de Estado para la Coordinación y Programación Económicas del Ministerio de Economía.
En julio de 1994 fue nombrado consejero del Banco de España y miembro de la Comisión Ejecutiva.  En mayo de 1998 ingreso en el BCE donde fue encargado de la introducción de los billetes y monedas del euro. Dejó el BCE mayo de 2004.

## Banca privada
En los años 70 fue economista en el Banco Privado. En 1986 fue nombrado adjunto al presidente del Banco Zaragozano, donde también fue consejero y miembro de su comisión ejecutiva.